# ألان كورنو
ألان كورنو (الفرنسية:Alain Corneau) (غشت 1943 - 30 غشت 2010), هو مخرج أفلام وكاتب فرنسي.
ولد كورنو بمونغ-سوغ_لواغ بإقليم لواريت الفرنسي، كان في الاصل موسيقيا، عمل مع كوستا غافراس كمساعد، حيث كانت تلك فرصته الأولى للعمل مع الممثل إيف مونتارد والذي تعاون معه 3 مرات في أواخر مسيرته.
أخرج فلم تو لي ماتان دو موند سنة 1991 والذي شارك فيه الممثل جيرارد ديبارديو
توفي كورنو يوم 30 غشت 2010 بسبب مرض السرطان

## أعماله
- Police Python 357 (1976)
- La Menace (1977)
- Série noire (1979)
- Fort Saganne (1984)
- Nocturne indien (1989)
- Stupeur et Tremblements (2003)

## روابط خارجية
- ألان كورنو على موقع IMDb (الإنجليزية)
- ألان كورنو على موقع ألو سيني (الفرنسية)
- ألان كورنو على موقع تيرنر كلاسيك موفيز (الإنجليزية)
- ألان كورنو على موقع أول موفي (الإنجليزية)
- ألان كورنو على موقع قاعدة بيانات الأفلام السويدية (السويدية)
- ألان كورنو على موقع إن إن دي بي (الإنجليزية)
- ألان كورنو على موقع ديسكوغز (الإنجليزية)
- ألان كورنو على موقع قاعدة بيانات الفيلم (الإنجليزية)
- ألان كورنو على موقع كينوبويسك (الروسية)